# Raed Ahmed
Raed Ahmed (Basora, 5 de junio de 1967) es un halterófilo. Representó a Irak en los Juegos Olímpicos de Atlanta 1996, donde fue el abanderado durante la ceremonia de apertura. Raed desertó a los Estados Unidos después de que terminó su evento.

## Primeros años y carrera
Raed nació en Basora, Irak. Asistió a la universidad y tiene un título. Vivió en el sur de Irak antes de los Juegos Olímpicos.
En 1984, Raed se convirtió en el campeón iraquí de halterofilia en la categoría de 99 kg. Uday Huseín, el hijo mayor de Sadam Huseín, fue nombrado presidente del Comité Olímpico Iraquí el mismo año. Uday era conocido por torturar a los atletas después de un fracaso y Raed intentó en repetidas ocasiones reducir sus expectativas, alegando con la ayuda de los médicos que estaba lesionado. Si bien había considerado la deserción en el Campeonato Mundial de Halterofilia de 1995, celebrado en Guangzhou, República Popular China, pensó que sería repatriado por la fuerza si intentaba hacerlo.

## Juegos Olímpicos de 1996

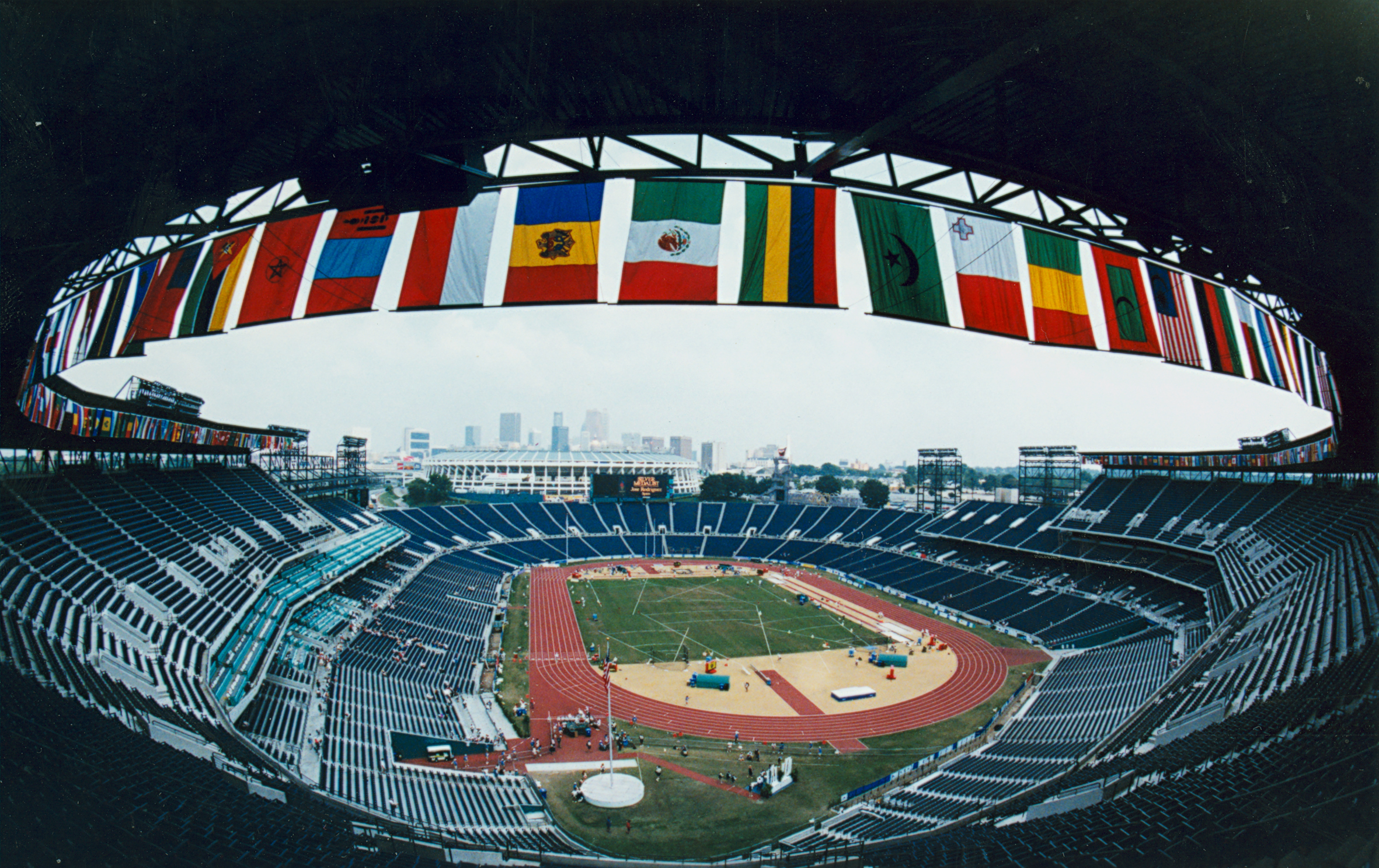
La sede del Desfile de las Naciones, el Centennial Olympic Stadium, en 1996.

Como abanderado de Irak en la ceremonia de apertura en Atlanta, a Raed se le prohibió mirar al presidente de los Estados Unidos Bill Clinton durante el Desfile de las Naciones el 19 de julio de 1996. Desobedeció estas órdenes, notando que Clinton aplaudía a la delegación iraquí; esto le hizo finalizar su decisión de desertar. En su evento, terminó en el lugar 23, tercero desde el fondo.
A finales de julio, Raed huyó de la Villa Olímpica, que estaba ubicada en el Instituto de Tecnología de Georgia, mientras sus cuidadores se preparaban para una visita al Zoológico de Atlanta. Fue el segundo miembro de una delegación olímpica en desertar en una semana. Antes de su fuga, había concertado una cita con un estudiante de la universidad que le había facilitado la escapada. Fue llevado a Decatur y luego se reunió con agentes del Servicio de Inmigración y Naturalización para solicitar asilo.
En una conferencia de prensa posterior, Raed declaró que sería ejecutado si regresaba a Irak,  habiendo sido condenado a muerte in absentia. Raed fue llamado una «vela encendida por Irak» por un periodista kuwaití reconociendo su «acto de sacrificio». Dijo que si se aprobaba la solicitud de asilo, continuaría levantando pesas y llevaría a su esposa a los Estados Unidos.

## Vida personal
La esposa de Raed fue evacuada de su casa un día antes de su fuga a un «refugio en la región kurda del norte de Irak». Después de su deserción, su esposa recibió la orden de divorciarse de él, su madre fue despedida y el gobierno detuvo a su familia durante dos semanas y fue condenada al ostracismo tras su liberación. La esposa de Raed salió de Irak en 1998 y visitó el país en 2004 por primera vez desde su deserción, tras la caída del gobierno de Sadam. A partir de 2021, vive en Dearborn, Míchigan, y dice que «Dearborn es como Bagdad» debido a la importante población iraquí después de la guerra de Irak. Tiene cinco hijos, después de haber trabajado como vendedor de autos usados y entrenador de fútbol y baloncesto.